# Studentenmütze

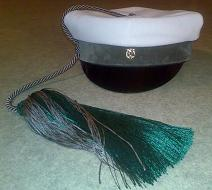
Studentenmütze aus Finnland; die Mützen mit Quaste werden von Studenten der technischen Wissenschaften getragen

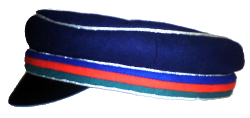
Mütze einer deutschen Studentenverbindung (Corps Berlin)

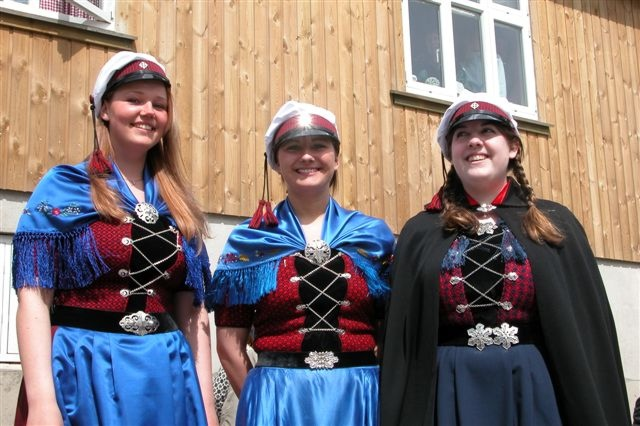
Färöische Studentinnen in Nationaltracht mit Studentenmütze

Studentenmützen (in Österreich und Süddeutschland Deckel) werden von Studenten und Alumni in Europa und in Nordamerika getragen. Am weitesten verbreitet sind sie seit dem 19. Jahrhundert in Deutschland, Österreich und der Schweiz, wobei sie heute nur noch bei traditionellen Studentenverbindungen als Bestandteil des Couleurs Verwendung finden. In den Nordischen Ländern trägt man eine Studentenmütze nach dem Schulabschluss. Zu bestimmten Feiertagen, besonders in der Walpurgisnacht und am Maifeiertag, sieht man die Mütze in großer Anzahl auf öffentlichen Plätzen und bei privaten Feiern.

## Europäische Wurzeln im Mittelalter
Als sich im 13. Jahrhundert die mittelalterlichen Universitäten in Europa zu bilden begannen, trugen Lehrende und Lernende aufgrund des großen Einflusses der Kirche ganz selbstverständlich die mönchsähnliche Tracht eines Klerikers. Die gesamte Lebensform an den Universitäten war vom Klerus beeinflusst, denn die Vorgänger der Universitäten waren die Kloster- und Domschulen. Die theologische Fakultät galt als die wichtigste der Fakultäten. Zur Tracht gehörten lange Talare mit Kapuze, was bei den großen, ungeheizten Räumen wohl auch notwendig war. Später kamen Kappen und Barette dazu, wohl um die Tonsur zu wärmen.
Schon 1321 bestimmten die Statuten der Universität Coimbra in Portugal, dass Doktoren, Lizentiaten und Bakkalaureaten Talare zu tragen hätten. In der zweiten Hälfte des 14. Jahrhunderts verboten in England die Statuten verschiedener Colleges ausufernde Kleiderpracht (excess in apparel). Erlaubt war nur der lange Talar. Diesen Prinzipien folgten im Prinzip alle Universitäten in Europa, bis sich die Entwicklungen mit der Reformation in der frühen Neuzeit in den einzelnen Ländern auseinander entwickelte.

## Deutschsprachiger Raum

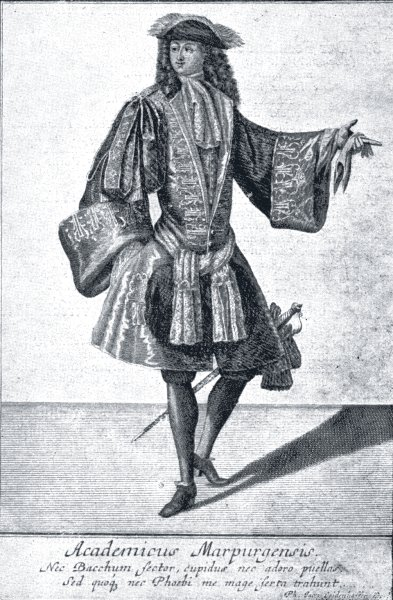
Marburger Student um 1700 mit Dreispitz

### Geschichtliche Entwicklung

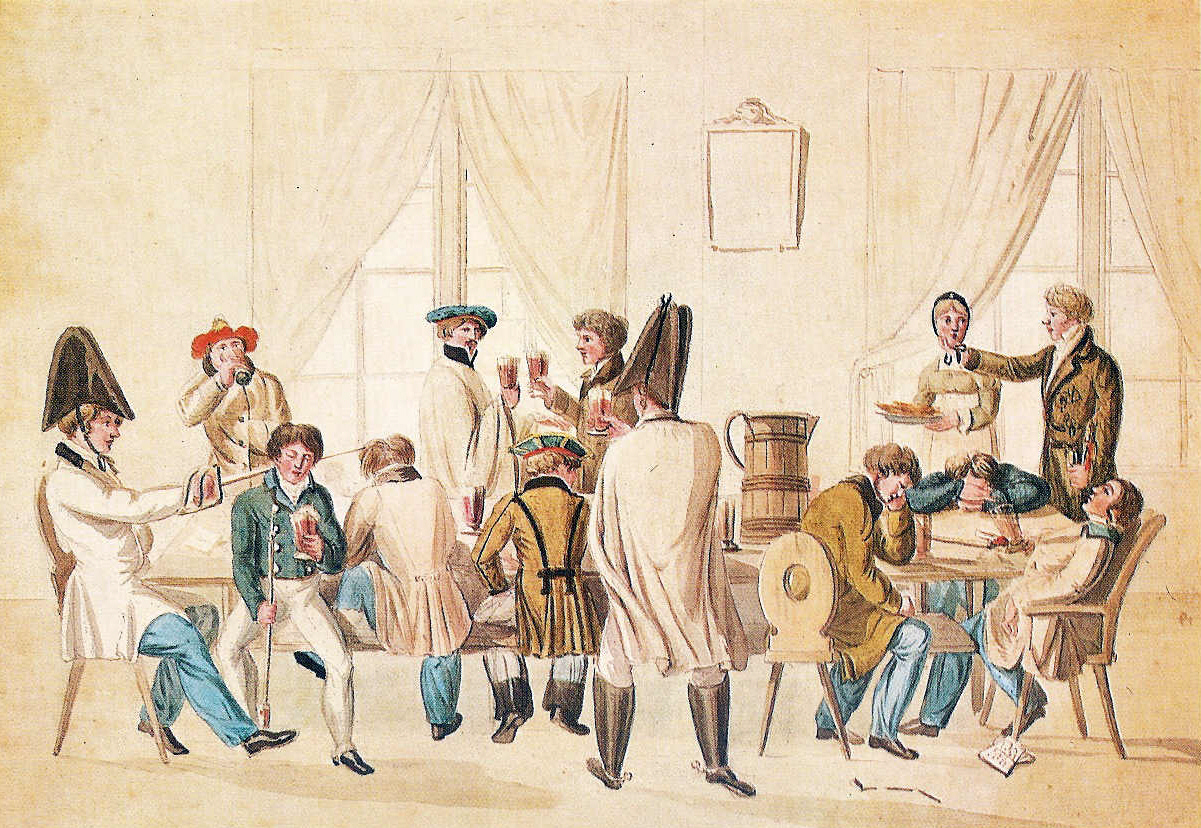
Kneipszene um 1810: Studenten mit unterschiedlichsten Kopfbedeckungen

In Deutschland, Österreich und in der Schweiz ist die traditionelle Studentenmütze heute Abzeichen eines Angehörigen einer farbentragenden Studentenverbindung. Dabei werden Farbe und Form einzig von der Verbindung festgelegt und sind vollkommen unabhängig von Universität, Fakultät und Studienfach, da die Verbindungen sich traditionell für autonom und unabhängig von Staat, Parteien und Universitätsgremien halten. Vielmehr gab es seit dem 18. Jahrhundert bis ungefähr in die Mitte des 19. Jahrhunderts ständig Verbote des Tragens von „Abzeichen geheimer Gesellschaften“. Die deutschen Studentenmützen – wie auch die übrigen Bestandteile des Couleurs – entwickelten sich also in ständiger Opposition gegen die Obrigkeit. Voraussetzung war zunächst die Änderung der Frisur bei den Studenten. Mit der Französischen Revolution wurden Zopf und Dreispitz zunächst durch die revolutionäre Kurzhaarfrisur und den Zweispitz ersetzt. Der Fortfall des Zopfes und die politische Entwicklung in Europa stellten auch schnell den napoleonischen Zweispitz zur Disposition, und erst jetzt war etwa gegen Ende der zweiten Dekade Raum für die Studentenmütze als Neuerung.
Zu Beginn des 19. Jahrhunderts trugen die Mitglieder der Studentenverbindungen die Farben ihrer Verbindung als Farbe ihrer regulären Alltagsbekleidung. Hosen, Jacken, Mützen, ja sogar die Kordeln und Quasten an den damals üblichen langen Tabakspfeifen wurden in sorgsam ausgewählten Farben getragen. Besonders ab 1810 bis etwa 1820 war die Mode in Deutschland – vermutlich wegen der gesellschaftspolitisch unruhigen Zeiten – extrem vielfältig und zeichnete sich durch experimentelle Entwicklungen aus. Besonders junge Leute trugen Kleidungsstücke, die vielen Menschen abenteuerlich vorkamen. Aus der Vielfalt der Kopfbedeckungen kristallisierte sich zwischen 1820 und 1830 die später übliche Studentenmütze als Standard heraus.
Im Laufe des 19. Jahrhunderts strahlte diese studentische Mützenmode nach Osteuropa (vor allem Polen), ins Baltikum, nach Skandinavien und in den niederländisch-flämischen Bereich aus.
In den 1870er Jahren wurden in ganz Deutschland für die Schüler weiterführender Schulen sogenannte Schülermützen eingeführt, die nach dem Muster der Studentenmützen gefertigt waren. Durch die Mützen wurden die Schüler nach Schule und Klassenstufe unterschieden. Diese Mützen wurden in den 1930er Jahren durch die Nationalsozialisten abgeschafft. Davon unabhängig tragen die ab der Mitte des 19. Jahrhunderts gegründeten Schülerverbindungen Mützen nach dem Muster der Studentenverbindungen, diese aber als Abzeichen der Verbindungszugehörigkeit.

### Heutige Verwendung

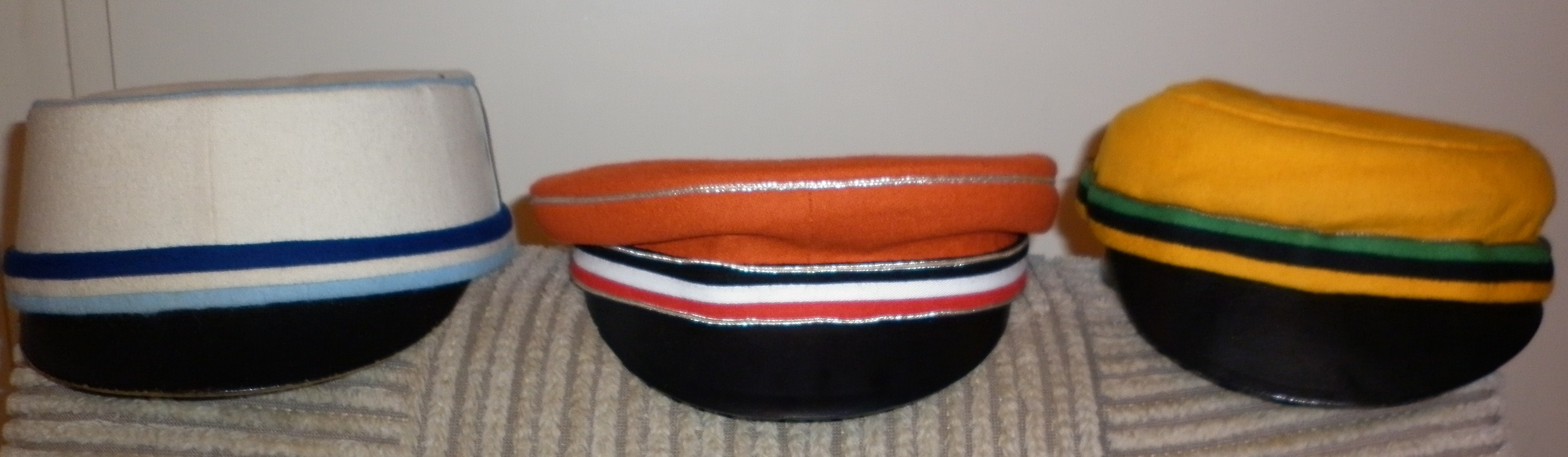
Verschiedene Mützen

In der Regel wird die Mütze nach dem Band als zweitwichtigstes Element der Couleur einer Studentenverbindung angesehen. Die Kombination Band und Mütze wird oftmals auch als „Vollcouleur“ bezeichnet.
Einige Verbindungen sind der Auffassung, dass Couleur traditionell zur Alltagsbekleidung der Studenten gehörte (sich daraus sogar entwickelte), und tragen deshalb heute Band und Mütze kombiniert auch mit moderner Freizeitkleidung. Einige andere Arten von Verbindungen sind der Ansicht, dass die modischen Veränderungen, die sich gegen Ende der 1960er Jahre vollzogen haben, nicht zum studentischen Couleur passen. Denn noch in den 1950er und Anfang der 1960er Jahre trug der Student an der Universität Anzug und Krawatte und die Studentin Rock. Im Zuge der 68er-Bewegung, die in beträchtlichem Maße den Studentenverbindungen ablehnend gegenüberstand, änderte sich das jedoch völlig. So wandelte sich in der Folge auch das alltägliche Erscheinungsbild des Verbindungsstudenten, – doch die Auffassungen, wie das mit dem Tragen von Couleur, insbesondere der Mütze, zu vereinbaren sei, waren geteilt.
So gilt heute in vielen Studentenverbindungen die Regel, dass die Mütze nur auf den vom Senior oder Sprecher, d. h. dem ersten Vorsitzenden einer Studentenverbindung, als „plenis coloribus“ (lat. „mit vollen Farben“) erklärten Veranstaltungen zu tragen sei. Dabei sollte nur „couleurfähige“ Kleidung getragen werden, also in der Regel ein nicht zu heller Anzug mit Hemd und Krawatte.

### Mützenformen

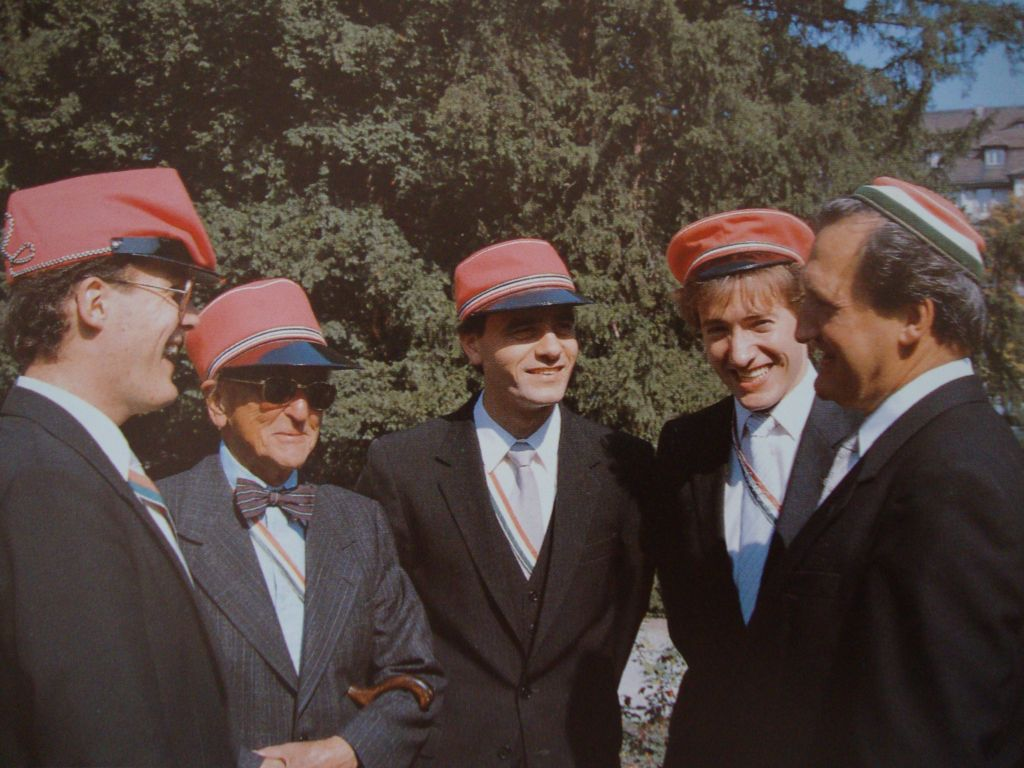
Verschiedene Mützenformen (v. l. n. r.): Stürmer, Cadorna-Mütze, Biedermeiermütze, Tellermütze, Biertönnchen (AKV Kyburger Zürich).

Die Grundstruktur der Mützen ist bei allen Studentenverbindungen gleich. Sie besteht aus einem Kopfteil („Mützenkörper“), an dessen unterem Rand zumeist ein Farbstreifen („Mützensteg“, „Vorstoß“) angebracht ist. Vorne befindet sich ein Schirm aus schwarzem Leder.
Die Mützenformen sind in der Regel für eine Verbindung spezifisch, können also nicht individuell gewählt werden. Die Form vor allem des Kopfteils kann sehr stark variieren.
Es gibt sehr große Mützen, bei denen der obere Rand des Kopfteils einen deutlich größeren Durchmesser hat als der Kopfumfang (Tellermütze). Der „Bonner Teller“ ist oben durch einen eingearbeiteten Metallring versteift (vergleichbar mit den Mützen der Polizei), sodass er sich nicht zusammendrücken und in der Mantel- oder Jackentasche transportieren lässt.
Bei manchen besonders großen Variationen kann das Kopfteil der Mütze in Form eines Baretts zu einer Seite herunterhängen.
Auf der anderen Seite gibt es sehr kleine Mützen, die mehr auf dem Kopf aufliegen, als um ihn herum führen. Sie werden meist auf der hinteren Kopfseite getragen („Hinterhauptcouleur“).
Typisch für die erste Hälfte des 19. Jahrhunderts ist eine Mützenform, die sich durch einen kleinen Kopfteil und einen besonders langen, nach vorn ragenden Schirm auszeichnet. Man spricht hier auch von der Biedermeiermütze.
Bei süddeutschen und österreichischen Verbindungen heißt die Mütze „Deckel“.
 Stürmer

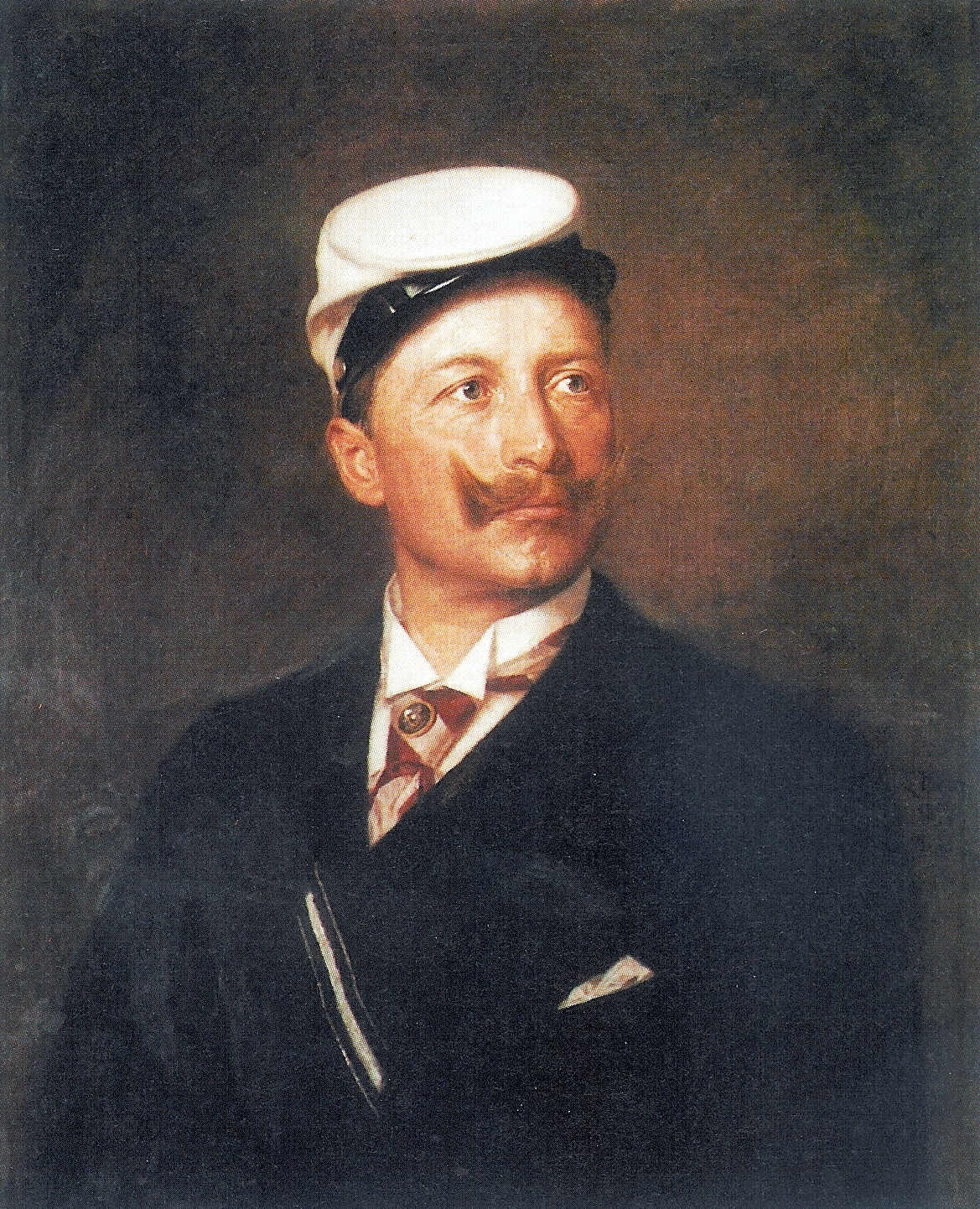
Kaiser Wilhelm II. mit Stürmer

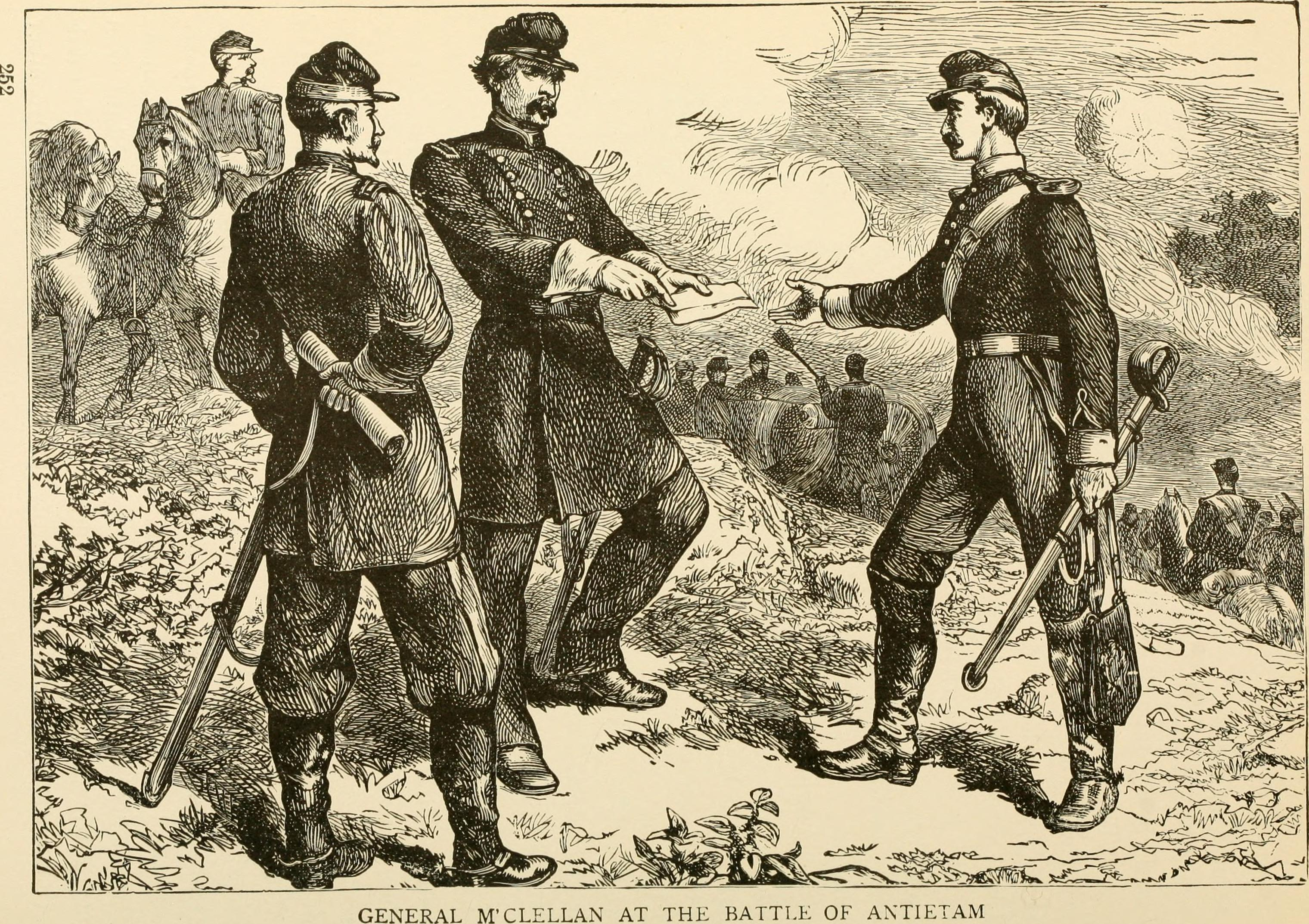
General McClellan (Mitte), Oberbefehlshaber der Unionsarmee im Sezessionskrieg, und Adjudanten, jeweils mit zeitgenössischer, dem „Stürmer“ ähnelnder Kopfbedeckung

Manche Verbindungen tragen als offizielle Kopfbedeckung den sogenannten Stürmer. Diese Mützenform sieht ein wenig aus wie eine Mütze mit einem zylinderartigen Aufsatz, der nach vorn umgeklappt ist, und erinnert an die Uniformmütze der ehemaligen Armeen des amerikanischen Sezessionskriegs. Auch Stürmer haben einen schwarzen Schirm; über diesem verläuft ein Riemen. Einen umlaufenden Farbstreifen gibt es im Gegensatz zu anderen Mützenformen nicht, stattdessen Verzierungen mit Kordeln in den Couleurfarben. Die meisten Stürmer, aber nicht alle, sind weiß. Manche Verbindungen tragen ihre Stürmer auch nur im Sommersemester, im Winter tragen sie eine reguläre Mütze. Die Herkunft dieser Kopfbedeckung ist weitgehend unklar, Studentenhistoriker vermuten, dass sie in den 1840er Jahren in Bonn entstanden ist. Eine Ähnlichkeit besteht zur Phrygischen Mütze, die jedoch eine zum Zipfel ausgeformte Spitze und weder Schirm noch Riemen aufweist. Allerdings zeigt bereits die Dömitzer und die Meißner Bilderhandschrift (aus den Befreiungskriegen, 1813) schwedische Soldaten und preußische Freikorpsangehörige (Lützower) mit dem Stürmer. Berühmt ist das Bild von Kaiser Wilhelm II., der als Bonner Preuße den weißen Stürmer trägt.

### Mützenfarbe

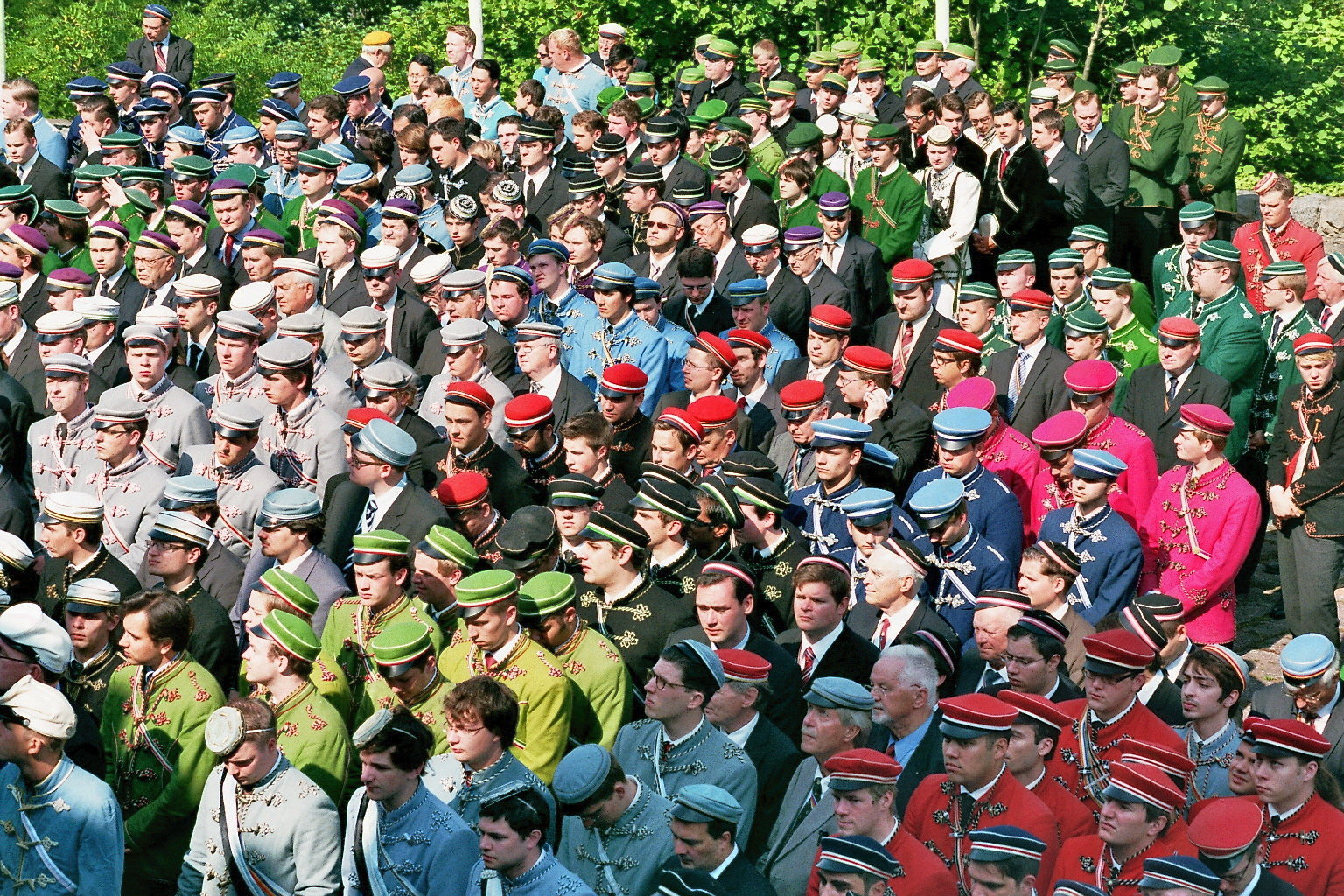
Corpsstudenten mit verschiedenfarbigen Mützen

Der Kopfteil der Mütze ist grundsätzlich einfarbig in der „Hauptfarbe“ des Bandes. Das ist meistens die erste Farbe in der Aufzählung, aber nicht immer. In seltenen Fällen kann die Mütze auch in einer Farbe gehalten sein, die überhaupt nicht im Band vorkommt. Das ist vor allem in Österreich der Fall oder bei Verbindungen, die aus einer Fusion zweier Verbindungen mit unterschiedlichen Farben entstanden sind.
Der Farbstreifen („Mützensteg“, „Vorstoß“), der am unteren Rand die Mütze umläuft, ist meistens analog zum Band (oft auch inklusive Perkussion) gestaltet. Wenn die Mütze die erste (obere) Farbe des Bandes aufweist, kann es sein, dass der Farbstreifen nur die beiden unteren Farben zeigt. Eine Spezialität ist der sogenannte „Göttinger Streifen“, der auch außerhalb Göttingens vorkommt, (zum Beispiel beim Corps Hasso-Nassovia und beim Corps Suevia-Straßburg zu Marburg). Die Mütze ist dabei in der ersten Farbe gehalten. Der umlaufende Farbstreifen zeigt die dritte Farbe, umgeben von zwei schmalen Rändern in der zweiten Farbe. Es gilt die Faustregel: „Die zweite Farbe schließt die dritte ein“.
Für das Jahr 1830 ist die Kranzmütze erstmals bei einer Nachfolgeverbindung der Urburschenschaft (Burschenschaft der Bubenreuther zu Erlangen) belegt. Bei dieser speziellen Mützenform ist ein samtener, meist schwarzer Mützensteg mit goldenem Eichenlaub bestickt, das kranzförmig die Mütze umschließt. Diese Mützenform gilt als Bekenntnis zu den Werten der Urburschenschaft, deren Fahne in rot-schwarz-rot mit goldenem Eichenlaub bestickt war.
Bei vielen Verbindungen tragen die Füchse (Neumitglieder) eine farblich anders gestaltete Mütze. So kann beispielsweise der umlaufende Farbstreifen die Farben des Fuchsenbandes zeigen, oder die Fuchsenmütze weist besondere Merkmale, zum Beispiel eine zusätzliche Litze, auf. 

Einige Korporationen tragen eine sogenannte Gösch an der Mütze. Dabei handelt es sich um ein Abzeichen in der Form eines Couleurbandes, das an der Mütze befestigt ist. Es kann sich dabei um die Farben eines Freundschaftsbundes, die Farben eines untergegangenen Bandes oder ähnliches handeln. Beispielsweise verwendet die Sängerschaft zu St. Pauli Jena et Burgundia Breslau in Münster als Gösch ein Weinband in den Farben der Sängerschaft Burgundia Breslau, einer der Gründungssängerschaften des Bundes.

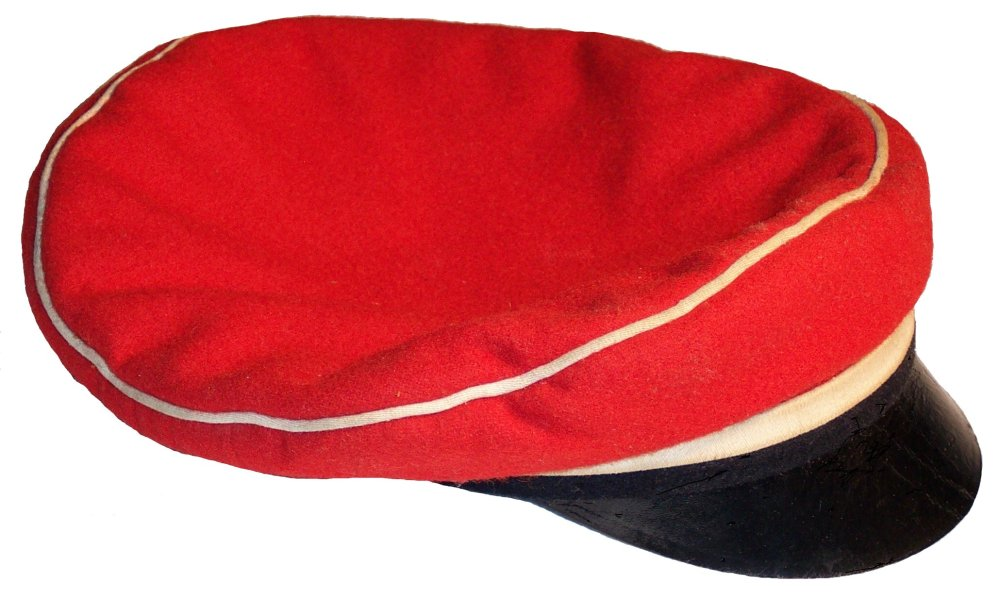
Tellermütze (Corps Hannovera Hannover)
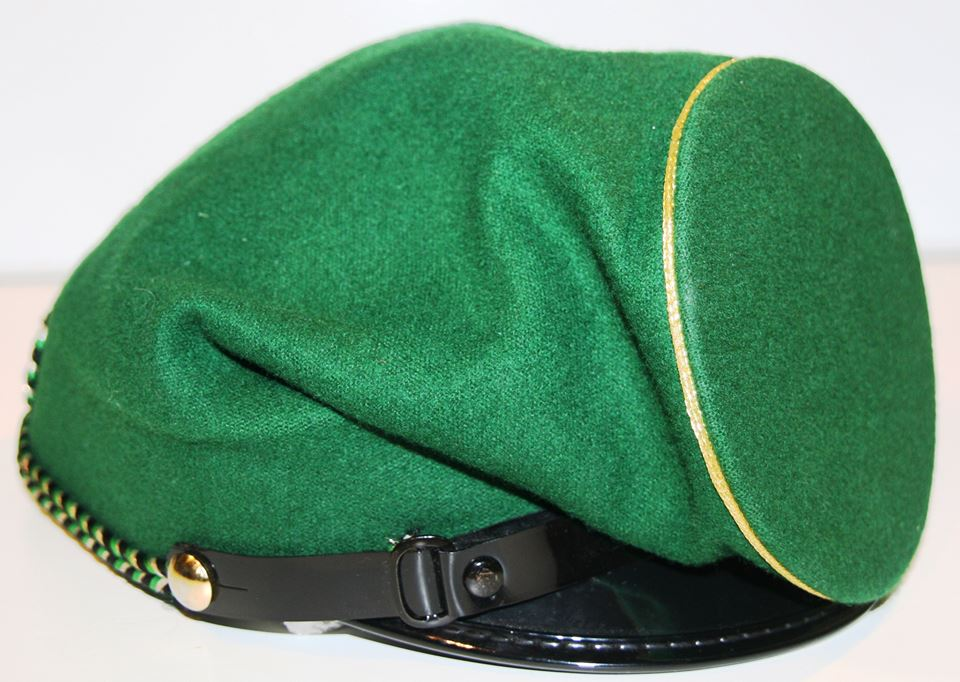
Stürmer (Corps Hubertia Freiburg)
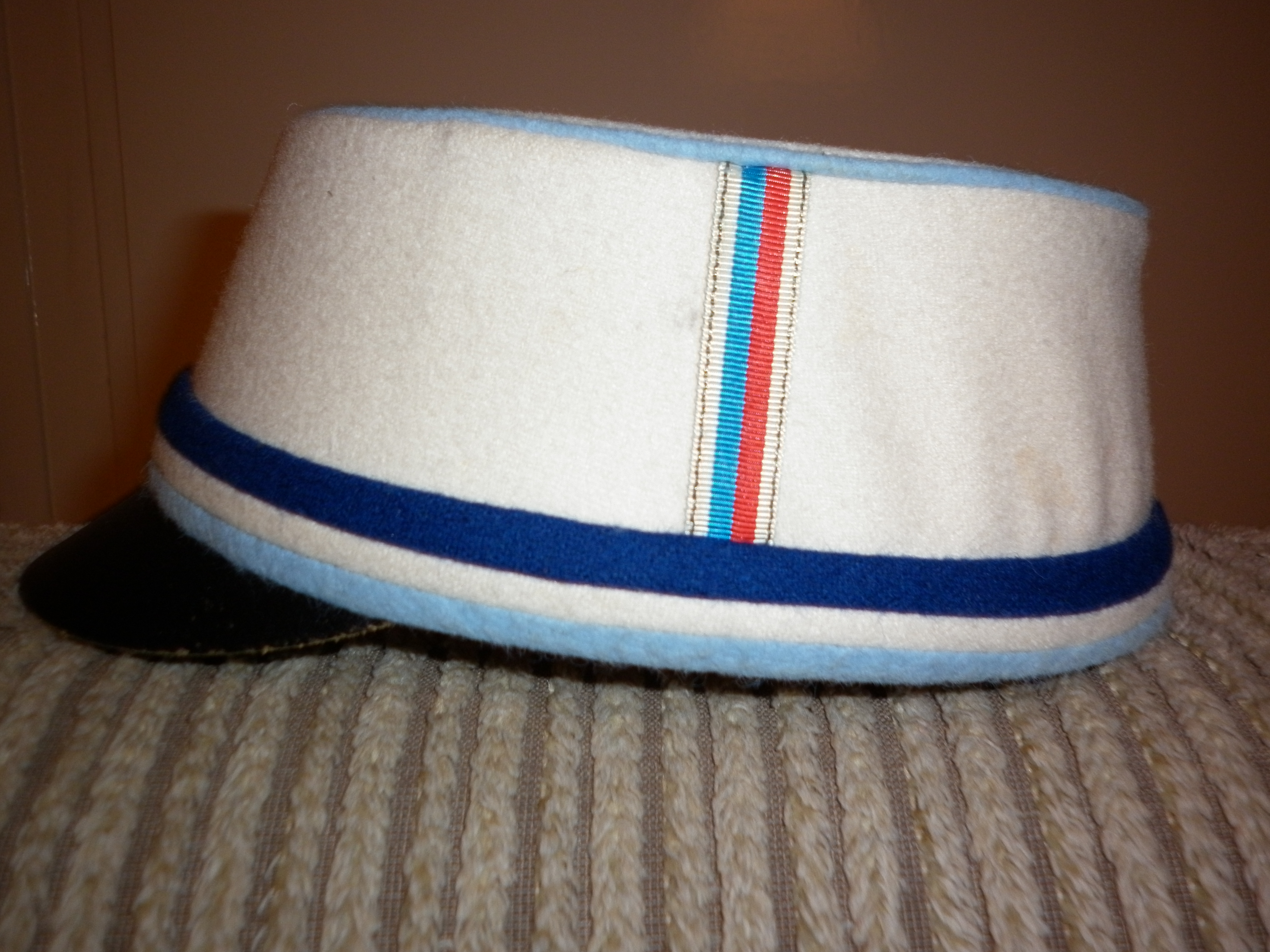
Mütze im Biedermeierformat mit Gösch
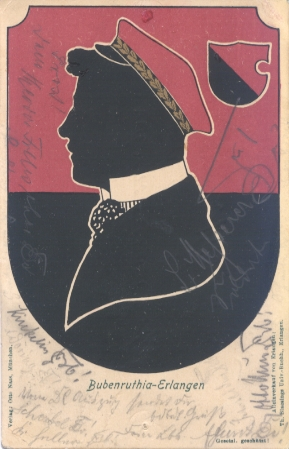
Kranzmütze als Hinterhauptcouleur (Burschenschaft der Bubenreuther)
Mütze mit Göttinger Streifen (Burschenschaft Holzminda)

### Sonderformen

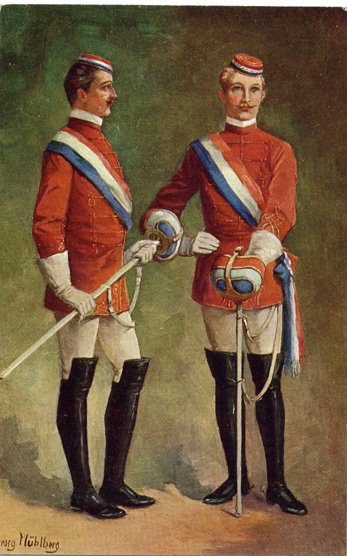
Georg Mühlberg: Die Herren Chargierten. Chargierte im Wichs mit Cerevis.

#### Cerevis und Barett
Cerevise sind bei den meisten Verbindungen Teil des sogenannten Chargenwichses, das heißt, der repräsentativen Kleidung des Aktivenvorstands. Sie sind mit Eichen- oder Weinlaub bestickt, und an der Oberseite befindet sich der Zirkel der jeweiligen Verbindung. Das Cerevis wird, dem Repräsentationszweck entsprechend, im Bereich der rechten Stirn getragen, wobei ein über den Hinterkopf verlaufendes Gummiband den nötigen Halt gibt. Auf diese Weise ist der eingestickte Zirkel von vorn lesbar und erleichtert die Einordnung des Chargierten. Zum Gruß werden in mehr oder minder militärischer Form die Fingerkuppen der gestreckten rechten Hand an den Rand des Cerevises, bzw. die rechte Schläfe gelegt.
Bei manchen Verbindungen, vor allem Burschenschaften, wird anstatt des Cerevises das Barett als Teil des Vollwichses getragen. Dieses Barett ist ein Relikt der altdeutschen Tracht aus der ersten Hälfte des 19. Jahrhunderts. Hierbei wird das Barett meist durch eine oder mehrere Straußenfedern verziert, die mit einer meist in Verbindungsfarben gehaltenen Kokarde am vorderen Hutrand befestigt sind.

#### Biertonne

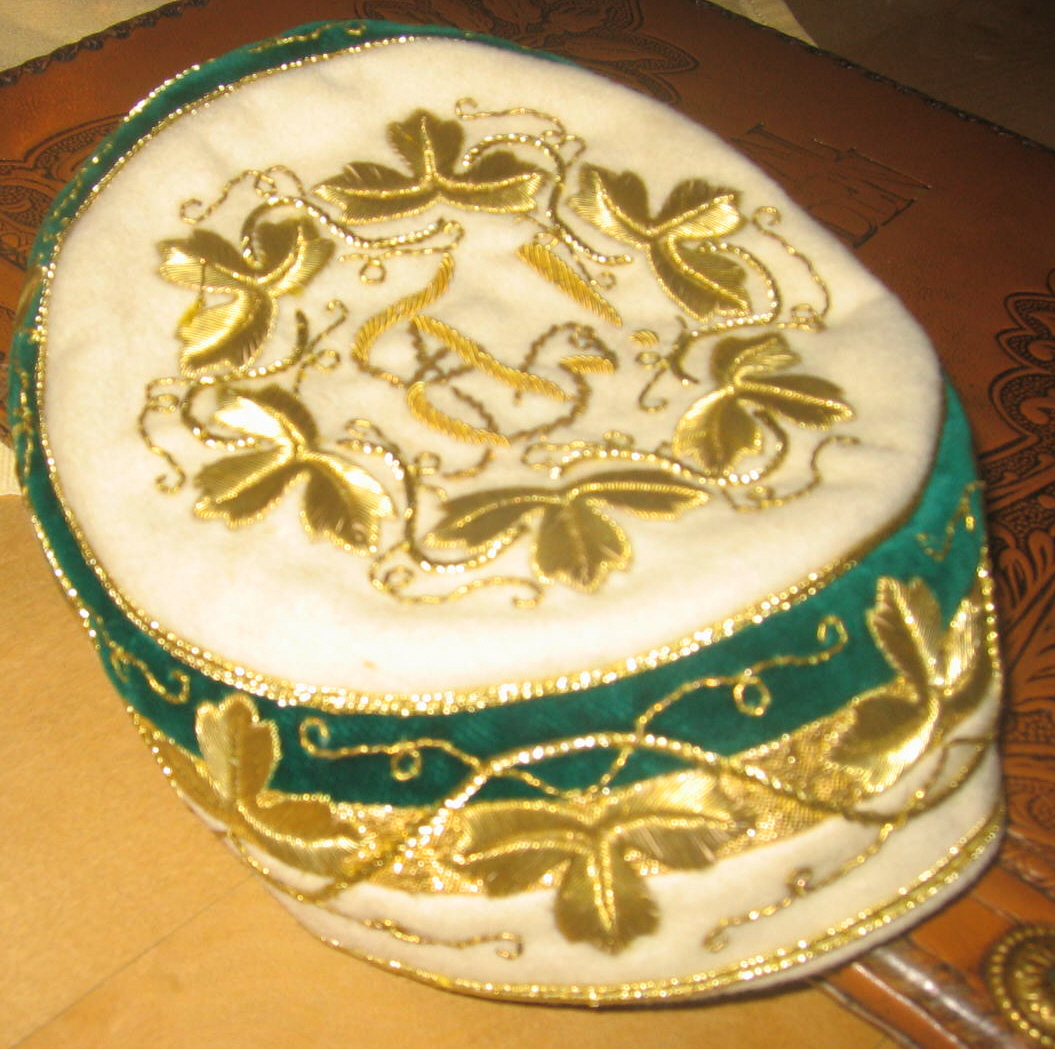
Prunktönnchen mit Weinlaubstickerei (Corps Arminia München)

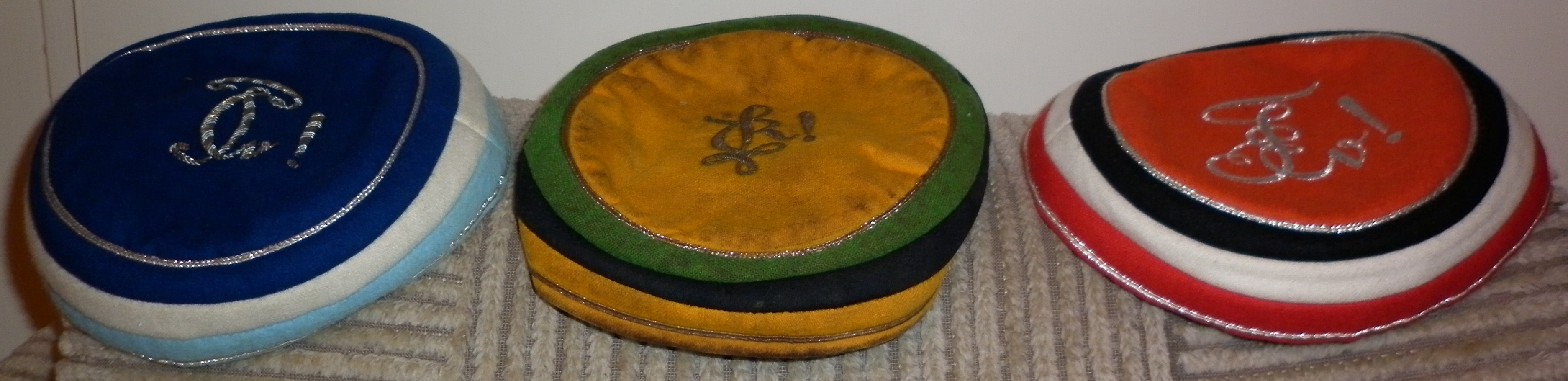
Verschiedene Tönnchen

Eine Kopfbedeckung für eher inoffizielle Anlässe ist das sogenannte „Tönnchen“ (eigentlich „Biertonne“). Sie ist meist den Alten Herren und Inaktiven vorbehalten. Dabei handelt es sich um eine kleine, kreisförmige, flache Kopfbedeckung ohne Schirm, die in der Regel am Hinterkopf getragen wird. Durch den Samtbesatz auf der Innenseite kommt sie dabei ohne Band aus.
Das Tönnchen ist bei allen Verbindungen von der Form her praktisch gleich. Die Mitte ist meist in der Mützenfarbe gestaltet und mit dem Zirkel der Verbindung in der Farbe der Perkussion (gold oder silber) bestickt. Außen laufen die Farben des Bandes als vergleichsweise breiter Streifen um – oben und unten mit einer Litze in Perkussionsfarbe. Vereinzelt gibt es auch Tönnchen mit Pelzbesatz. Diese Tönnchen werden als sog. „Wintercouleur“ bezeichnet und erinnern nur im Entfernten an die Tönnchenform. In Jena wurden sie teilweise als Winterbekleidung zum Beispiel beim Rodeln getragen.
In der Version als „Prunktönnchen“ (auch „Straßencerevis“ genannt), die bei vielen Verbindungen aus unterschiedlichen Gründen getragen wird, ist das ganze Tönnchen mit umfangreichen Metallstickereien versehen – bei Corps zum Beispiel in der Form von Weinlaub, Burschenschaften tragen bis auf wenige Ausnahmen Eichenlaub.

## Baltikum

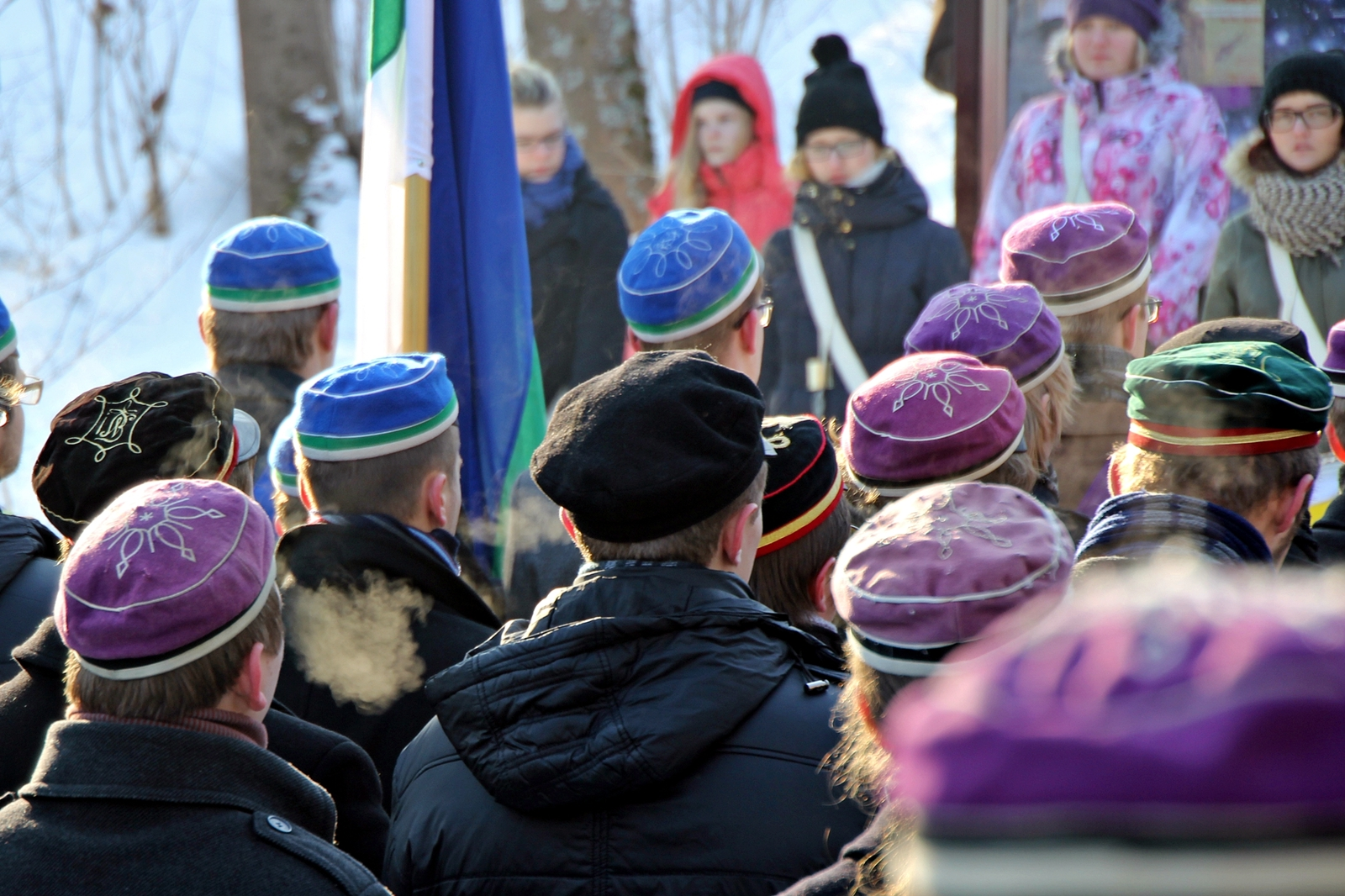
Studenten der Universität Dorpat mit Baltensternen auf den Mützen

Im Laufe des 19. Jahrhunderts strahlte die deutsche studentische Mützenmode auch bis ins Baltikum aus und ist als „Deckel“ (dieselbe Bezeichnung wie in Österreich) bis heute Teil des Couleurs der baltischen Studentenverbindungen. Der Kopfteil des baltischen Deckels weist in der Regel einen Baltenstern, eine sternförmige, in Silber oder Gold gestickte Verzierung auf. Füchse tragen bei baltischen Verbindungen einen schwarzen Deckel ohne jegliche Farben.
Traditionell hat jede baltische Verbindung einen eigenen Baltenstern. Die Darstellung kann weit variieren: achteckiger Stern, zwei ineinander verschachtelte Sterne etc. Auch ist teilweise der Verbindungszirkel Teil des Baltensternes.

Beispiele für Baltensterne bei lettischen Studentenverbindungen
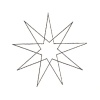
Lacuania
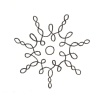
Vendia
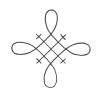
Gersicania
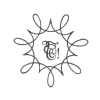
Fraternitas Vesthardiana

## Nordische Länder

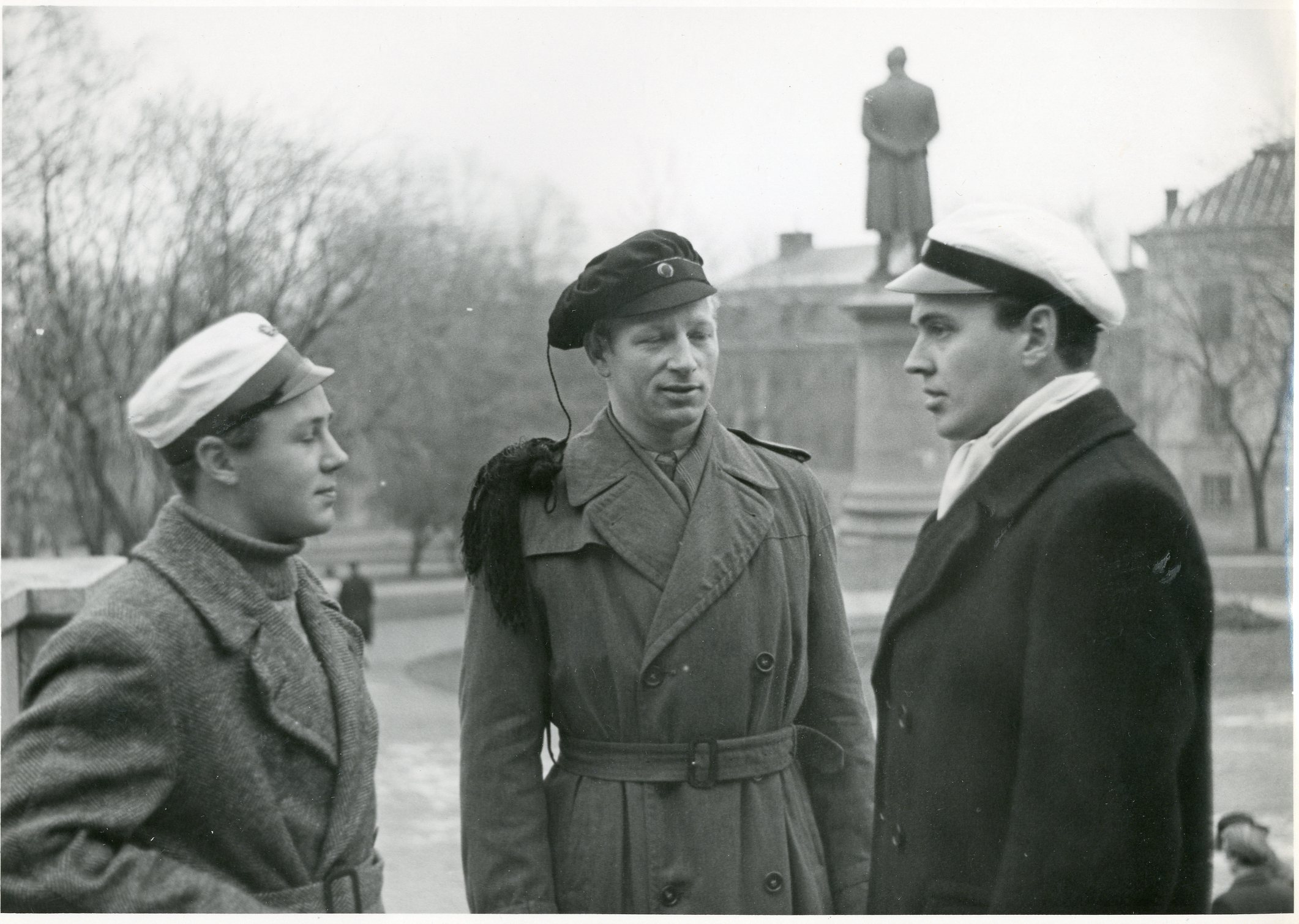
Däne, Norweger und Schwede mit Studentenmützen (Uppsala 1943)

In den Nordischen Ländern dienen die Studentenmützen nicht als Abzeichen von selbstverwalteten studentischen Zusammenschlüssen (zum Beispiel an den an einigen Universitäten in Schweden üblichen, nach Herkunftsregionen der Studenten benannten Nationen), sondern werden den angehenden Studenten bereits in der Schule mit der Hochschulreife verliehen. Die Gestaltung der Mütze richtet sich nach dem Schulabschluss (zum Beispiel wenn er nur zur Aufnahme einer bestimmten Studienrichtung berechtigt), dem Studienfach, oder der Hochschulart bzw. der spezifischen Hochschule. Die Mützen in Skandinavien kamen um die Mitte des 19. Jahrhunderts auf und sind den im deutschen Sprachraum üblichen Mützen sehr ähnlich. Sie unterscheiden sich nur durch zusätzliche Applikationen wie Kokarden oder Quasten.
Die ersten skandinavischen Studentenmützen sollen bei einem gesamtskandinavischen Studententreffen im Jahre 1849 zum ersten Mal getragen worden sein. Dieses Treffen stand im Zeichen des Skandinavismus, der als Reaktion auf die Entwicklung in Deutschland nach den März-Revolution von 1848 entstand. In der Schleswig-Holsteinischen Erhebung kämpften die Kieler Studenten im Corps Holsatia mit ihrem Couleurs. Auf dänischer Seite kämpften viele schwedische und norwegische Freiwillige. Inwieweit die während dieser kriegerischen Auseinandersetzung eingeführten skandinavischen Studentenmützen dabei von der deutschen studentischen Tracht angeregt worden sind, lässt sich heute nicht mehr entscheiden. Die äußere Erscheinungsform entspricht jedenfalls – mit Ausnahme der Kokarden und Abzeichen an der Vorderseite der Mützen – dem deutschen Modell. Auch lässt sich im skandinavischen Raum keine kontinuierliche Entwicklung der Mützenform aus Alltagskleidung heraus nachweisen, wie das in Deutschland der Fall ist, was auch für eine Übernahme spricht.

### Schweden

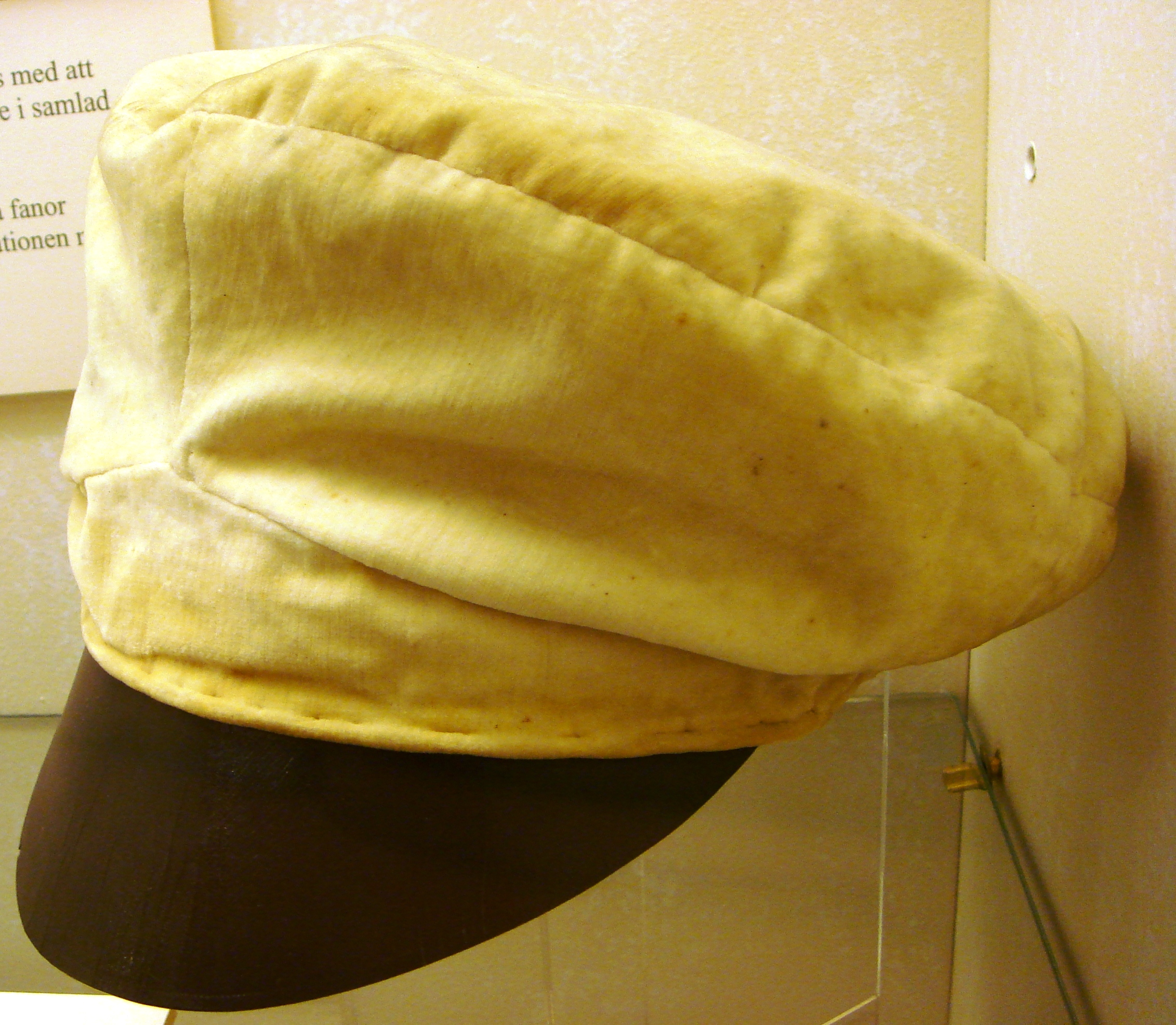
Studentenmütze aus Uppsala von 1847

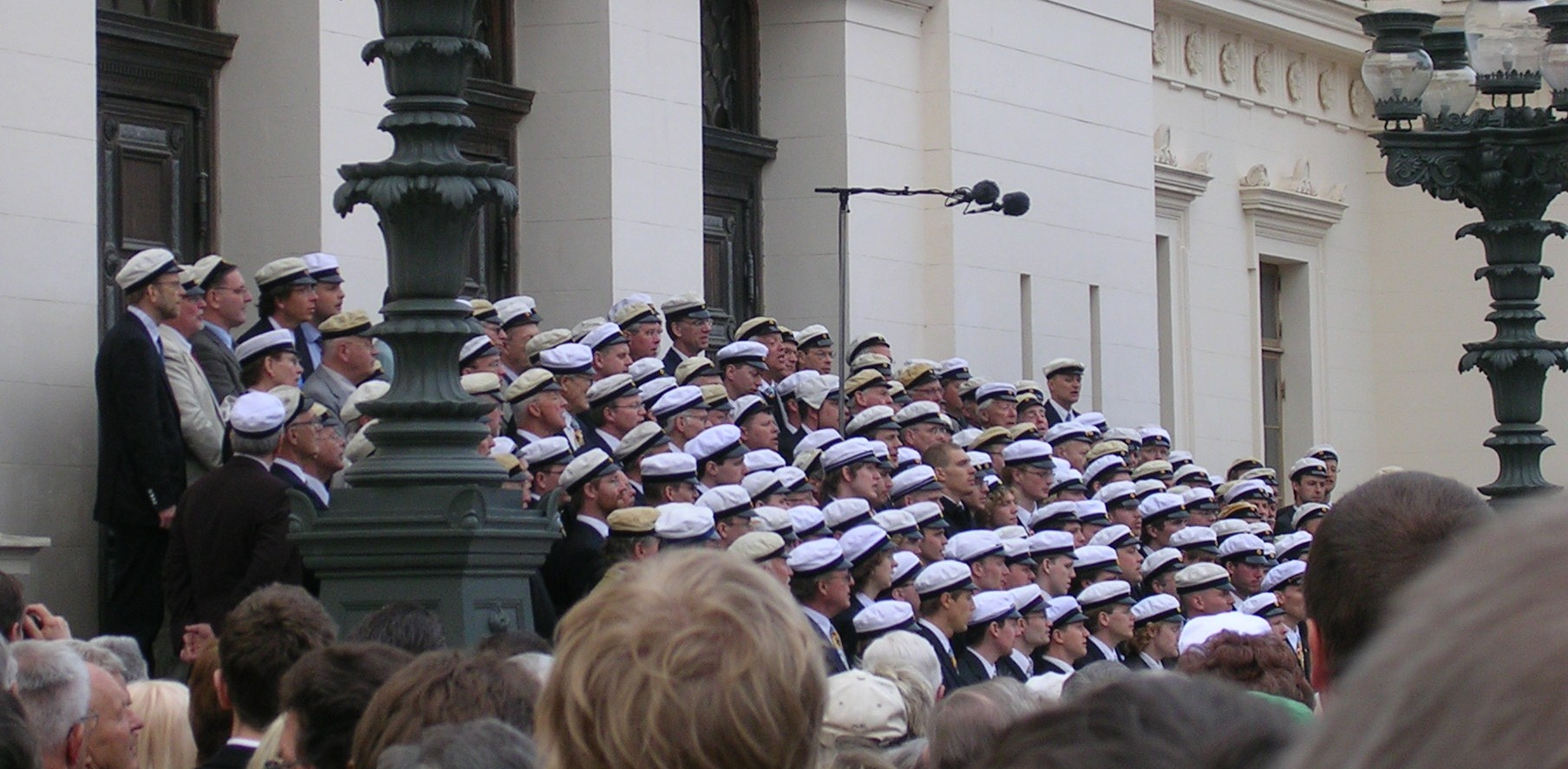
Akademischer Chor der Universität Lund

In Schweden entstanden die ersten Studentenmützen (studentmössa) in den 1840er Jahren an den traditionellen Universitäten Uppsala und Lund. Jede der beiden Universitäten brachte eine andere Version hervor, die die beiden Grundformen der schwedischen Studentenmützen bildeten. Bei der Ausweitung der Sitte auf Technische Hochschulen kamen weitere Versionen auf:
- Uppsala-Variante: Weißer Mützenkörper (etwas weicher), blau und gelb gefüttert, schwarzer Schirm, breiter schwarzer Mützensteg („Vorstoß“) mit Kokarde in den schwedischen Nationalfarben blau und gelb; wird nur im Sommer getragen, von der Walpurgisnacht bis Ende September.
- Lund-Variante: Weißer Mützenkörper (etwas steifer), rot gefüttert, schwarzer Schirm, breiter dunkelblauer Mützensteg („Vorstoß“) mit Kokarde in den schwedischen Nationalfarben blau und gelb; wird nur im Sommer getragen (von der Walpurgisnacht bis Ende September), für den Winter gibt es eine Variante mit dunkelblauem Mützenkörper.

Die Ingenieurstudenten tragen in Schweden eine Variante (teknologmössa) mit einem langen dreieckigem Zipfel, der in einer Quaste endet, die an der rechten Seite herunter hängt. Diese Version wurde von norwegischen Studenten an die Technische Hochschule Chalmers in Göteborg gebracht, von wo aus sie sich an andere Technische Universitäten verbreitete.
Im Jahre 1862 wurde das studentexamen, eine Prüfung zur Erlangung der Hochschulreife, in etwa vergleichbar mit dem deutschen Abitur, auf die weiterführenden Schulen verlagert. Statt Eingangsprüfung der Hochschulen wurde es zu einer Abschlussprüfung der Gymnasien. Da aber die Studentenmützen anlässlich dieser Prüfung verliehen wurden, entwickelten sich diese Mützen zu einem Abzeichen für Inhaber eines höheren Schulabschlusses. Die Mütze wurde in Folge auch von Schulabsolventen getragen, die kein Studium an einer Hochschule anstrebten.
Ähnlich wie in Deutschland kam es in Schweden im Rahmen der 68er-Bewegung auch zu einer generellen Ablehnung akademischer bzw. bürgerlicher Symbole und Traditionen. Viele Studenten lehnten nun Studentenmützen ab oder verbrannten sie gar öffentlich. Die nachfolgenden gesellschaftlichen Veränderungen führten dazu, dass die weiterführenden Schulen nicht mehr auf das Bürgertum und die angehenden Studenten beschränkt blieben. Das studentexamen wurde abgeschafft. Es entwickelten sich an den weiterführenden Schulen sekundäre Ausbildungsgänge, die nicht mehr das Studium zum Ziel hatten, sondern eine Berufsausbildung im technischen oder betriebswirtschaftlichen Sektor. Die Studentenmützen überdauerten diese Entwicklung. Es bildeten sich gar neue Formen von Mützen und Abzeichen, die für Absolventen dieser neuen Schulausbildungsgänge vorgesehen sind.

### Dänemark

Dänische Studentenmützen (links: studentereksamen, rechts: hf)

Die dänische Studentenmütze ist der schwedischen Lund-Variante ähnlich, unterscheidet sich aber durch einen schwarzen Riemen, der über dem Schirm verläuft, so wie ein über den Schirm geklappter Kinnriemen. Grundfarbe des Mützenkörpers ist auch hier weiß. Statt der Kokarde weist die dänische Studentenmütze ein spezielles Abzeichen auf, das auf die fachliche Ausrichtung des Schulabschlusses deutet.
Ähnlich wie in Schweden wird die dänische Studentenmütze auch anlässlich des Schulabschlusses verliehen und spiegelt eher die Ausrichtung des Schulabschlusses wider, als das Studienfach.
| Examen                                                      | Farbe des Mützensteges | Emblem                 |
| ----------------------------------------------------------- | ---------------------- | ---------------------- |
| Abitur (Studentereksamen), 3-jährig                         | bordeauxrot            | Dannebrogs-Kreuz       |
| Höheres Vorbereitungsexamen (HF), 2-jährig                  | wasserblau             | Dannebrogs-Kreuz       |
| Höheres Handelsexamen (HHX), 3-jährig                       | kobaltblau             | Merkurstab             |
| Höheres Technisches eXamen (HTX), 3-jährig                  | marineblau             | 'HTX' Silberbuchstaben |
| Abschluss 10. Klasse Gebrauch dieser Mützen ist sehr selten | grün                   | Dannebrogs-Kreuz       |
| HG 4-jährige Berufsausbildung                               | lila                   | Merkurstab             |

Das Dannebrog-Kreuz ist dem Dannebrog-Orden und dem Königswappen abgeleitet und als solches eher ein nationales als ein religiöses Symbol. Mittlerweile gibt es jedoch auch Varianten der Studentenmütze für Muslime (Halbmonde in einem grünen Emblem), bzw. für Juden (mit Davidstern). Studenten mit pakistanischem Hintergrund können auch grüne Mützenstege wählen, in Anlehnung an die Flagge Pakistans.

### Norwegen

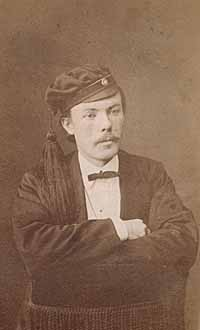
Arne Garborg mit norwegischer Studentenmütze (1875)

Die norwegische Studentenmütze (duskelue) ist den anderen skandinavischen Studentenmütze sehr ähnlich, der wesentliche Unterschied besteht seit 1856 in einer lang herunterhängenden großen Quaste. Diese Quaste setzte sich besonders für Ingenieurstudenten auch in anderen skandinavischen Ländern teilweise durch.

### Finnland
In Finnland ist es üblich, dass jeder Abiturient auf der Abiturfeier (lakkiaiset, Mützenfest) eine weiße Studentenmütze (valkolakki oder ylioppilaslakki) verliehen bekommt. Diese wird dann, heute jedoch in leicht abnehmendem Maße, bis ins hohe Alter jedes Jahr am Maifeiertag, finnisch Vappu, sowie mindestens in Helsinki bei den Feierlichkeiten am Unabhängigkeitstag (6. Dezember; finn. itsenäisyyspäivä) getragen.

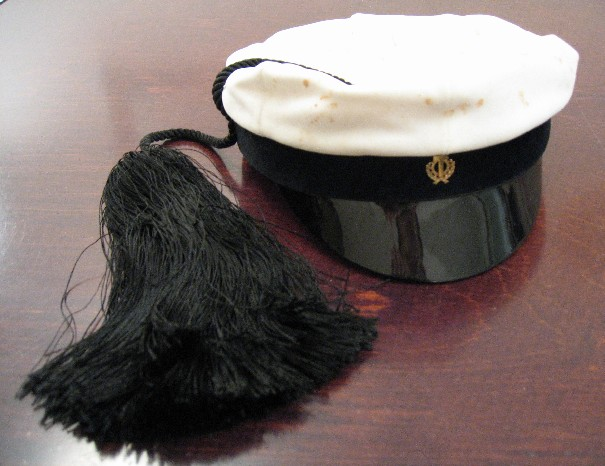
Studentenmütze für Teekkari

Die ursprüngliche finnische Studentenmütze war in der Zeit der Zugehörigkeit zum russischen Zarenreich blau. Im 19. Jahrhundert entwickelte sich der finnische Nationalismus, der zum großen Teil von der schwedischsprachigen Oberschicht in Finnland getragen wurde; dabei wurde eine Distanz zu Russland angestrebt. Um 1875 wurde dann in Finnland eine weiße Studentenmütze nach schwedischem Muster eingeführt. Anstelle der Kokarde in den schwedischen Nationalfarben tragen die finnischen Abiturienten das Abzeichen der Studentenschaft der Universität Helsinki, eine goldene Lyra in einem Lorbeerkranz, vorne auf ihrem Mützensteg. Früher war es üblich, dass der Abiturient seiner Mutter ein weiteres Abzeichen schenkte, um dieses im Festkleid zu tragen. Die Lyra hat üblicherweise einen Durchmesser von 16 mm, bei den schwedischsprachigen Abiturienten jedoch 20 mm. Nachdem die Abiturienten ihr Studium begonnen haben, können sie es durch das Abzeichen der Studentenschaft ihrer eigenen Universität austauschen. Die Universität Kuopio verwendet als Abzeichen ein gelb-schwarzes Band, das über den Kopfteil der Mütze verläuft. Die Studenten ingenieurwissenschaftlicher Studiengänge tragen in Finnland an der Mütze eine große dunkle Quaste an einer langen Schnur. Diese Quaste erhalten die Ingenieurstudenten aber erst nach dem ersten Studienjahr. Diese Sitte kommt ursprünglich aus Norwegen und wurde über Schweden nach Finnland vermittelt.
Die Farbe des Futters der Studentenmütze drückt die regionale Herkunft des Studenten aus. Früher waren es meist die Farben der Landsmannschaften, heute wählt man üblicherweise die blau-weißen Landesfarben. Die schwedischsprachigen Studenten haben aber zumeist ein rot-gelbes oder blau-gelb-weißes Futter, und in der Landschaft Satakunta werden die Regionalfarben Blau und Gelb verwendet. Bei den Absolventen der französisch-finnischen Schule von Helsinki hat das Futter die blau-weiß-roten Farben der französischen Trikolore.
Die Studentenmützen der ersten Studentinnen Ende des 19. Jahrhunderts wichen noch von denen ihrer männlichen Kommilitonen ab; als die Anzahl der weiblichen Studenten aber zunahm, wurden die speziellen Frauenmützen abgeschafft.

## Angelsächsischer Kulturkreis

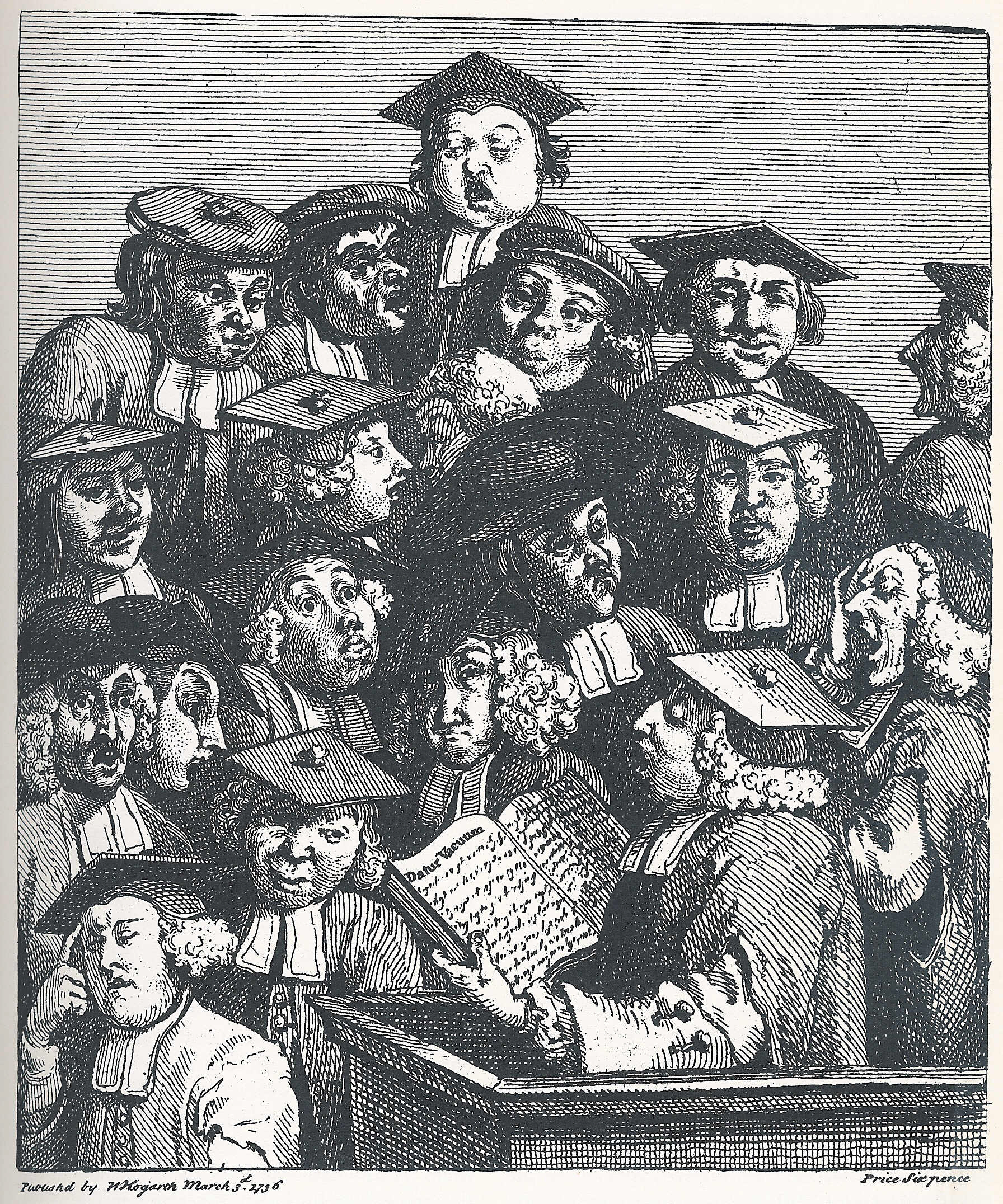
Rechtswissenschaftliche Vorlesung in Oxford (Karikatur von 1736): Stipendiaten tragen eckige „Mortarboards“, die Selbstzahler oder diejenigen, deren Stipendium mit Auflagen verbunden ist, runde Mützen.

### Großbritannien
Die ältesten englischen Universitäten Oxford und Cambridge begannen bereits zu Zeiten von Heinrich VIII. präzise Vorschriften für die Oberbekleidung und Kopfbedeckung ihrer Universitätsangehörigen zu machen. Die Vorschriften reichten bis ins kleinste Detail. Das war in diesen Zeiten ein Ausdruck der Kontrolle, die die Universität gegenüber ihren Angehörigen ausübte. Dabei entwickelten die britischen Universitäten ihre jeweils spezifischen Ausprägungen.

### USA

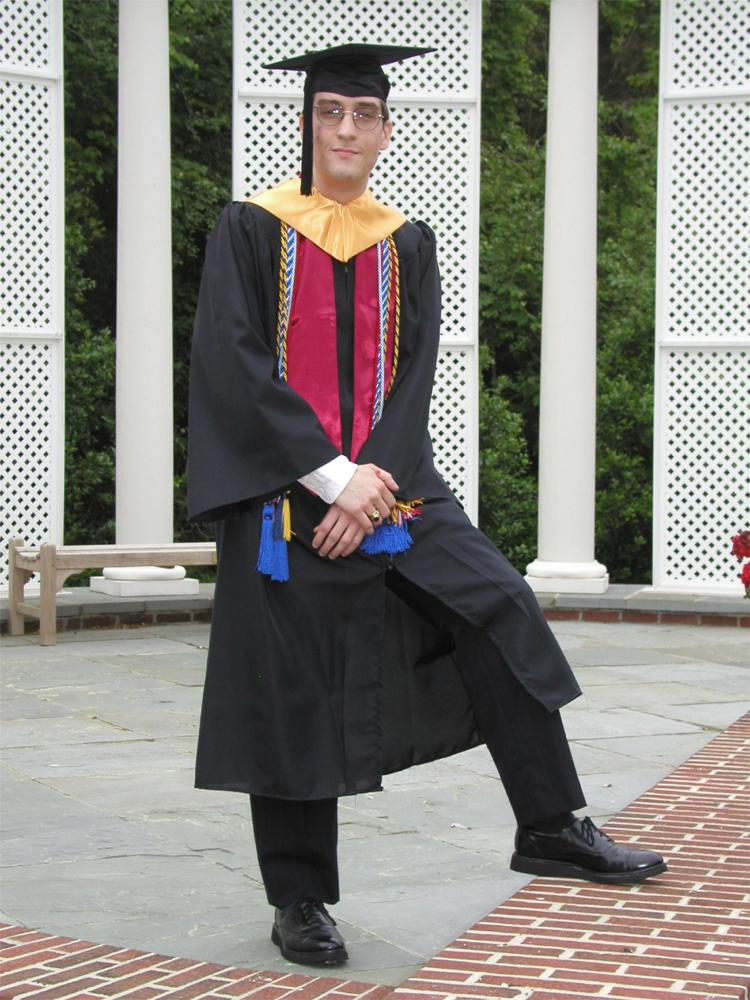
Akademische Tracht mit Doktorhut und Talar in den USA (2004)

In Nordamerika wurde das britische System übernommen, aber es regten sich hier vor allem in den Vereinigten Staaten in der zweiten Hälfte des 19. Jahrhunderts Tendenzen, die Systeme landesweit zu vereinheitlichen.
So wurde früh der Einsatz von fakultätsspezifischen Farben festgelegt. Die Farbe Weiß wurde den Geisteswissenschaften zugesprochen, abgeleitet vom weißen Pelzbesatz der Kapuzen der Bachelors of Arts in Oxford und Cambridge. Rot wurde als traditionelle Farbe der Kirche die Fakultätsfarbe der Theologie. Grün, die Farbe der Pflanzen, wurde die Farbe der Medizin und das ähnliche Oliv sollte die Pharmazie symbolisieren. Goldgelb wurde als Symbol für den durch naturwissenschaftliche Forschung erwirtschafteten Wohlstand die Farbe der Naturwissenschaften.
Im Jahre 1895 trat an der Columbia University zum ersten Mal eine hochschulübergreifende Kommission zusammen, die über den Schnitt, den Stil und das Material von akademischen Trachten sowie über die Farben für die einzelnen Studienfächer befinden sollte.
Im Jahre 1932 setzte der American Council on Education (ACE, „Amerikanischer Ausbildungsrat“) erneut eine Kommission ein, die das existierende Regelwerk überprüfen und bei Bedarf auf einen neuen Stand bringen sollte. Noch im selben Jahr trat dann eine Neufassung in Kraft.
Der ACE beauftragte im Jahre 1959 erneut eine Kommission (Committee on Academic Costumes and Ceremonies), die weitere Änderungen vornahm. Die vorläufig letzte Überarbeitung fand im Jahr 1986 statt. Heute richten sich die meisten US-Universitäten bei der Wahl der Farben, die die einzelnen Studienfächer in der akademischen Tracht bei den Kapuzen, den Kopfbedeckungen und Applikationen an den Talaren symbolisieren, nach den Regeln der Kommission.

## Belgien

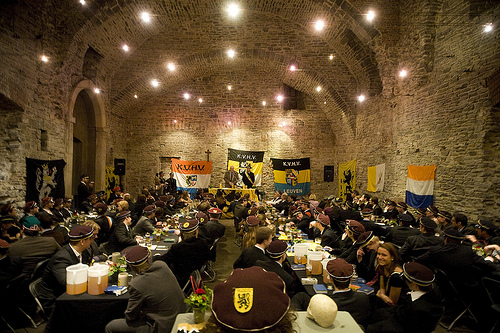
Studenten einer Genter katholischen Studentenverbindung mit Mützen deutscher Art (2008)

Im 19. Jahrhundert war es üblich, dass Studenten in der Öffentlichkeit Hut oder Mütze trugen. Eine typische Studentenmütze kam aber nur langsam auf. In Belgien werden seit 1872 ununterbrochen auch deutsche Studententraditionen gepflegt. Dazu gehört – vor allem in Löwen – auch die typische Studentenmütze nach Vorbild der Mützen im deutschsprachigen Raum. Die deutschen Studententraditionen sind aber auf einige wenige Studentenverbindungen beschränkt. Die große Mehrheit der Studentenverbindungen folgt eigenen belgischen Traditionen. 

### Penne

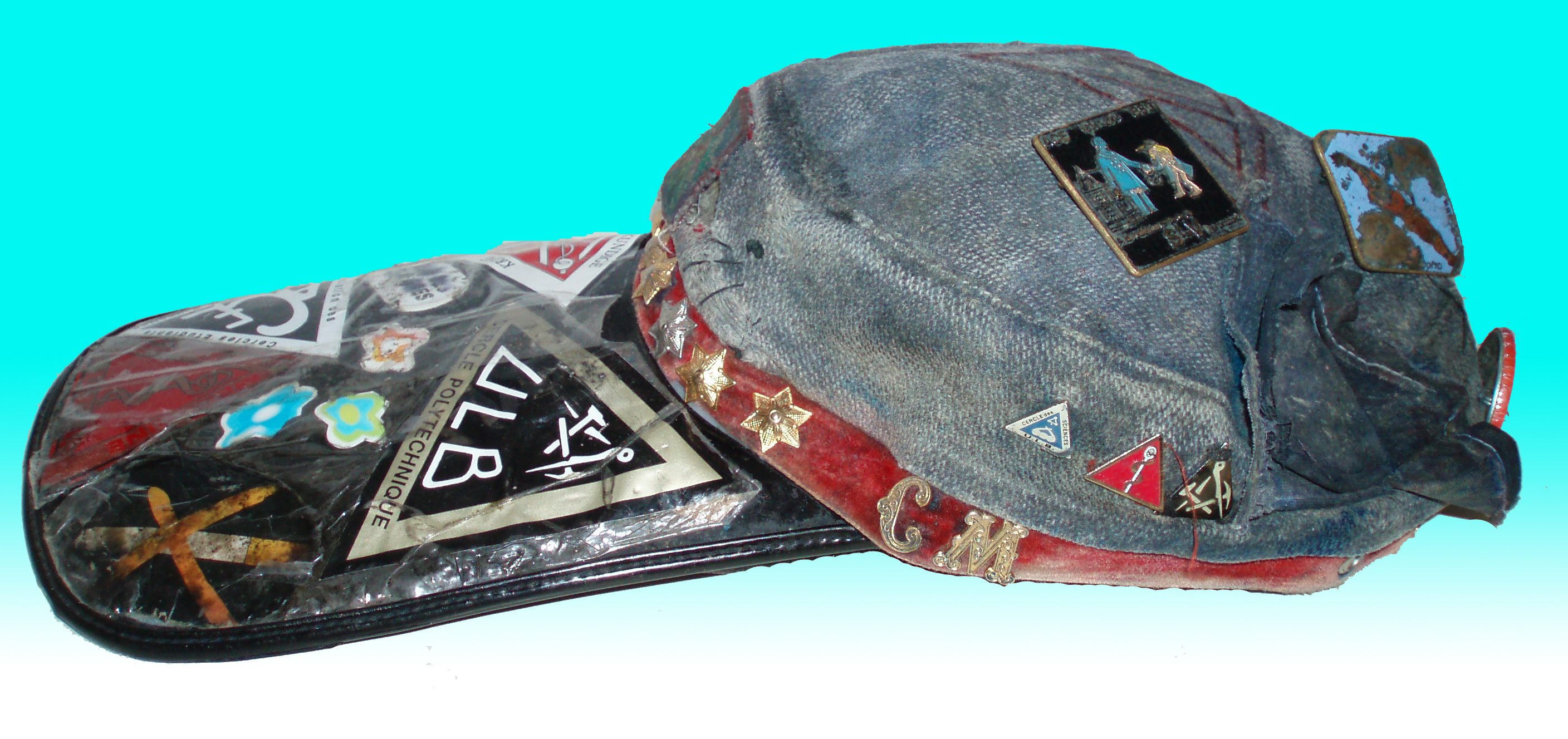
Penne, Studentenmütze aus Brüssel (ULB)

Die älteste Studentenmütze Belgiens, die sogenannte Penne, ist eine schlichte blaue Mütze aus Tuch mit goldener Paspelierung, gestaltet nach militärischem Vorbild. Diese Mütze hat einen Schirm, und an der Vorderseite wird ein Kennzeichen der Fakultät getragen. 1878 ist diese Mütze die einzige Studentenmütze an den Universitäten Belgiens, Gent (1817), Lüttich (1817), Löwen (Gründung 1425 – Neugründung 1834) und Brüssel (1834). Sie wurde von allen Studenten getragen, Flamen und Wallonen, katholischen und liberalen Studenten.
Um die Wende zum 20. Jahrhundert entwickelte sich diese Mütze in Form und Farbe weiter. Sie wurde jetzt mit grünem oder weißem Tuch anstelle des blauen angefertigt. Die Paspelierung wurde vermehrt und ein lederner Schutzgürtel hinzugefügt. Zusätzlich zu den Fakultätskennzeichen wurden auch goldene Sterne angebracht – jeweils ein Stern für jedes akademische Jahr des Trägers. Weil die Mützen in jener Zeit zumeist wenig gepflegt wurden und schon bald schmutzig aussahen, wurden sie als crapuleuse (deutsch „liederlich“) bezeichnet. Der Versuch, diese Mütze durch eine nach dem Pariser Vorbild gestaltete Faluche zu ersetzen, scheiterte.

### Calotte

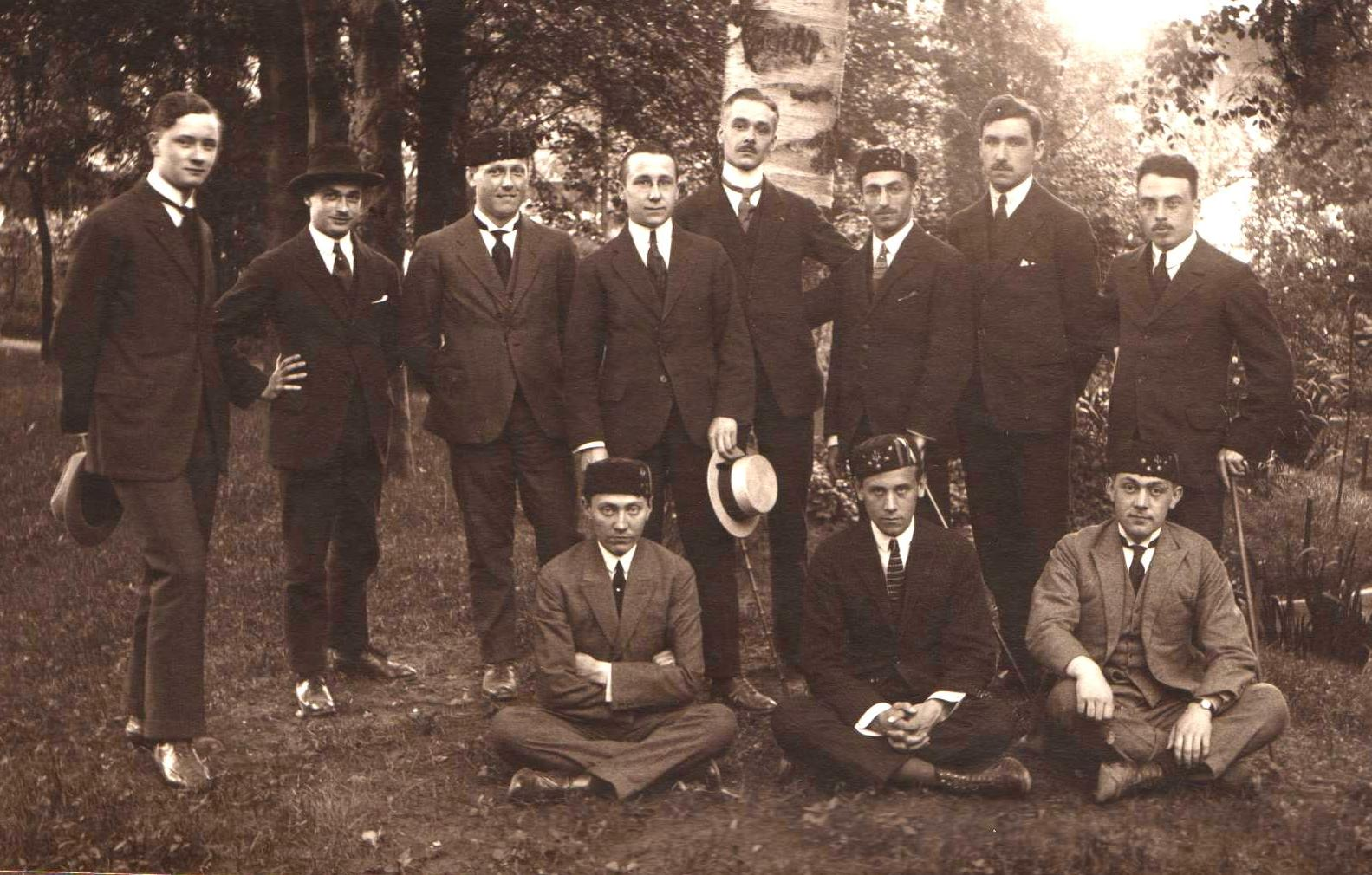
Belgische Studenten an der Universität Löwen (um 1920), teilweise eine Calotte tragend

Im Jahr 1895 wurde für die katholischen Studenten eine Studentenmütze eingeführt, die der Unterscheidung von den liberalen Studenten diente. Im Rahmen des aufkommenden Ultramontanismus entwickelte Edmond Carton de Wiart mit der Toque oder Calotte ein neues Konzept der Studentenmütze. Diese Mütze und wurde aus schwarzem Persianer gefertigt und ähnelte den Mützen, die von päpstlichen Zuaven getragen wurden. Äußerlich gleicht sie dem im deutschen Sprachraum üblichen Tönnchen, nur dass sie doppelt so groß ist. Der Oberteil ist aus Tuch angefertigt und mit einer goldenen Kordel besetzt. Die Farbe des Tuchs symbolisiert die Universität: Rot steht für Löwen, weiß für Gent, grün für Lüttich. An der Seite dieser Mütze werden wiederum Fakultätskennzeichen und goldene Sterne befestigt. Bald nach Einführung wurde diese Mütze von vielen katholischen Studenten getragen, sowohl von Flamen als auch von Wallonen. Dennoch trugen einige katholische Studenten weiterhin die alten grünen oder weißen Mützen wie die liberalen Studenten.

## Italien
Mit der Auflösung der traditionellen, noch aus dem Mittelalter herrührenden nationes gingen um 1800 auch die Studententraditionen Italiens verloren. Erst in der zweiten Hälfte des 19. Jahrhunderts gab es vereinzelt Bestrebungen, studentische Traditionen wiederzubeleben. Ein wichtiges Datum war dabei die 800-Jahr-Feier der als älteste Universität Europas geltenden Universität Bologna im Jahre 1888. Um den Feiern mehr Glanz zu verleihen, erklärte das Festkomitee das Lied Gaudeamus igitur zur Studentenhymne. Für die Studenten wurde eine Mütze gestaltet, die einer Abbildung aus dem Jahre 1492 nachgebildet wurde, aus der die Kopfbedeckung von Studenten der damaligen natio germanica ersichtlich war. Sie wurde orsina genannt und hatte die Farben der jeweiligen Fakultät, also weiß für Sprachen und Geisteswissenschaften, blau für Rechtswissenschaften, rot für Medizin etc.
Die orsina wurde jedoch ab 1892 zunehmend von der feluca verdrängt, einem traditionellen Trachtenhut der italienischen Landbevölkerung. Sie bezog ihren Namen aus der schiffsrumpfförmigen Gestaltung. Die Felucke war ein zweimastiges Segelschiff, das im Mittelmeerhandel verwendet wurde. Der Name wurde dann später auch in Frankreich als faluche ebenfalls zur Bezeichnung für die dortige Studentenmütze.
Die feluca wird bis heute mit goldenen Fransen und Borten für bestandene Prüfungen und mit Abzeichen der Universität oder der Stadt geschmückt. Sie wird hauptsächlich von Mitgliedern der Goliardischen Orden, der italienischen Studentenverbindungen, getragen.

## Frankreich

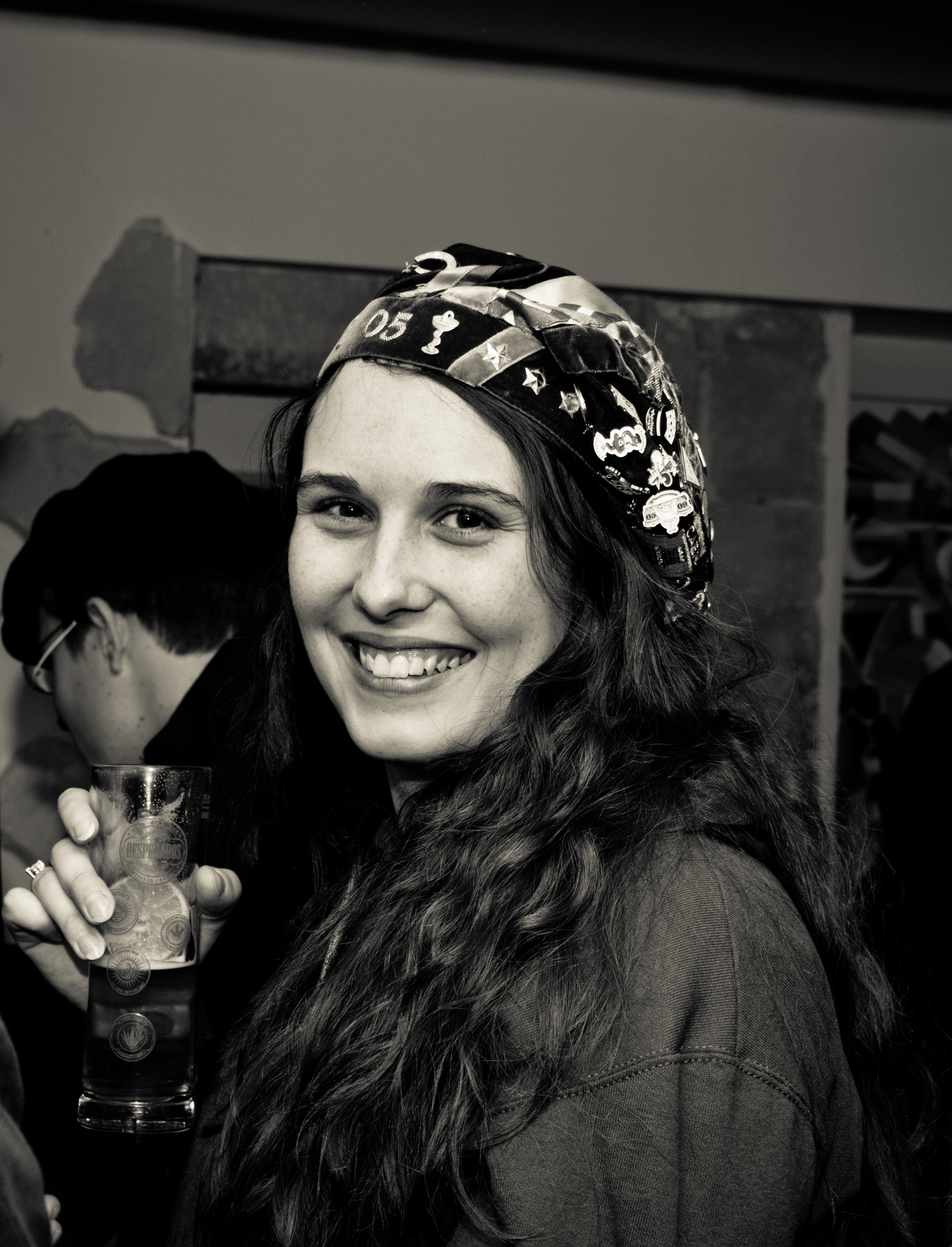
Französische Studentin mit Faluche

### Faluche
Die Tradition der in Frankreich getragenen Studentenmütze Faluche – eine barettähnliche schirmlose Kopfbedeckung mit hohem Rand – ist bis ins letzte Drittel des 19. Jahrhunderts zurückzuverfolgen. Ausgehend von Nancy wurden zwischen 1877 und 1892 an verschiedenen Universitätsstandorten allgemeine Studentenvertretungen gegründet, die sogenannten Associations générales des étudiants. Als die 1883 gegründete Pariser Studentenvertretung 1888 zur 800-Jahr-Feier der Universität Bologna eingeladen wurde, bei der Studenten aus ganz Europa in ihren Trachten und mit ihren traditionellen Studentenmützen auftraten, brachte sie die Idee einer eigenen studentischen Kopfbedeckung nach Frankreich mit. Von Paris aus breitete sich die Faluche im Laufe der Zeit über ganz Frankreich aus.
Heute besteht die Faluche aus Velours oder Satin, wobei die Kombination aus der Farbe des Stoffes und einem an die Mütze gehefteten Beizeichen die Zugehörigkeit zu einem bestimmten Studiengang anzeigt. Eine gelbe Faluche steht beispielsweise unter anderem für die Fächer Literatur- und Sprachwissenschaften, Geographie oder Philosophie. An die Faluche der Studenten der Literatur- und Sprachwissenschaften ist eine Ansteckplakette in Form eines geöffneten Buches mit einer Schreibfeder angeheftet, an die der Geographie ein Globus, während die Philosophie-Studenten ihre Mütze mit dem griechischen Buchstaben Psi schmücken.

### Khâlot
Der Khâlot (orthografische Ableitung von „calot“, das französische Wort für Schiffchen) ist eine traditionelle Kopfbedeckung der Studierenden einiger Classe préparatoires, die in Frankreich eine sehr kleine Minderheit darstellen. Es handelt sich um eine „Polizeimütze“, die je nach Studiengang verschiedene Farben hat. Das Tragen des „khâlot“ symbolisiert ihr Studentenleben. Er zeugt von seinem Interesse am Leben und den Traditionen seines Gymnasiums sowie von seinen verschiedenen Verantwortlichkeiten oder Heldentaten während seiner Jahre in der Prépa.